# Ferritkerne
Inden for elektronik er en ferritkerne en type af magnetisk kerne lavet af ferrit, hvorigennem eller hvorpå en elektrisk spole eller transformator kan laves.
Ferritkerner anvendes grundet deres høje permeabilitet og deres lave elektriske ledningsevne. På grund af deres relativt lave tab ved højere frekvenser er de hyppigt anvendt i kerner af radiofrekvenstransformatorer og spoler i f.eks. langbølge-, mellembølge- og kortbølgefiltre, switch-mode-strømforsyninger og ferritradioantenner til radiomodtagelse af  langbølge-, mellembølge- og kortbølgefrekvenser.
En ferritkerne udformet som en f.eks. langstrakt torus anvendes også til ferritstøjfiltre.